# Amata edwardsi
Amata edwardsi là một loài bướm đêm thuộc phân họ Arctiinae, họ Erebidae.